# Buturugeni
Buturugeni là một xã thuộc hạt Giurgiu, România. Dân số thời điểm năm 2002 là 4142 người.